# Goldeck
Goldeck är ett berg i Österrike. Det ligger i distriktet Spittal an der Drau och förbundslandet Kärnten, i den centrala delen av landet, 270 km sydväst om huvudstaden Wien. Toppen på Goldeck är 2 142 meter över havet, eller 418 meter över den omgivande terrängen. Bredden vid basen är 4,6 km.
Terrängen runt Goldeck är bergig västerut, men österut är den kuperad. Närmaste större samhälle är Spittal an der Drau, 5,4 km nordost om Goldeck. 
I omgivningarna runt Goldeck växer i huvudsak blandskog. Runt Goldeck är det ganska tätbefolkat, med 65 invånare per kvadratkilometer.